# Ernst Troeltsch
Ernst Troeltsch (17. veljače 1865. – 1. veljače 1923.) bio je utjecajni njemački protestantski teolog i religijski povjesničar. Njegova shvaćanja su sinteza Weberovih i Ritschlovih, te neokantovskih učenja Badenske škole. Rođen je u blizini Ausburga, a studirao je evangeličku teologiju, filozofiju i povijest Erlangu i Göttingenu. Od 1915. do svoje smrti predavao je na Sveučilištu u Berlinu.
Proučavao je kršćanske religijske zajednice kroz povijest, te naglašava da se one ne razlikuju samo po svojem socijalnom ustroju, nego i u svojoj religioznoj orijentiranosti. Kao i Weber, bavi se razlikama između crkve i sekte, a najznačajnije djelo mu je Socijalna učenja kršćanske crkve.  Sektu smatra slobodnim udruženjem " strogih i svjesnih kršćana, koji se sastaju kao uistinu ovorođeni, napuštaju svijet i ograničavaju se na manje krugove". Cilj je sekte pripremanje puta nadolazećem kreljevstvu Božjem. Troeltsch uvodi i treći društveni oblik religije kojeg naziva mistika, a koju označava kao prolazne i osobne gupe. Te zajednice karakterizira individualizam koji se pokazuje u pounutarnjenju i stvaranju izravnog odnosa s idejnim svijetom koji postaje čisto osobni duhovni posjed i koji je utemeljen u kultu i nauku. Howard Becker za taj Troeltschov oblik odabire danas poznatiji i prihvaćeniji naziv - kult.